# Grimselpasset
Grimselpasset (2.164 m.o.h.) er et bjergpas i Schweiz. Vejen over passet forbinder Hasli-dalen i Berner Oberland med Goms-distriktet i Valais. Vallée de l'Aar i nord med Vallée du Rhône i syd.
Vandkraftværker, højspændingsledninger og høje dæmninger karakteriserer landskabet på den nordlige side af Grimsel, som er blevet "Electricity Pass". Räterichbodensee og Grimselsee reservoirer med en kapacitet på over 100 millioner kubikmeter vand er de mest markante visuelle træk. De suppleres med et stort system af underjordiske kraftværker, opbevaringsbassiner og tryktunneller, der strækker sig helt ned i dalen. Den årlige energiproduktion udgør i gennemsnit 2.350 GWh, tilstrækkeligt til at imødekomme behovene hos en million mennesker.
Grimselpasset begynder i byen Gletsch, hvor vejen til Furkapasset deler sig i to. Floden Rhône udspringer tæt ved Grimselpasset. Ved foden af Grimselpasset i nord ved byen Innertkichen begynder et andet højt bjergpas - Sustenpasset.

## Galleri
- Furkapasset set fra Grimselpasset
- Oberaar panorama strasse[13][14]
- Skilt i byen Gletsch
- Grimselpasset set fra Furkapasset
- Grimselpasset i 2018
- Grimselsøen og Räterichsboden-søen

## Historie
Vejen over passet blev bygget til hestevogne i 1894, og de kørte over passet indtil 1925, hvor KWO Hydroelectric Power Company udvidede vejene for at gøre konstruktionen af selskabets dæmninger og kraftværker mulig. Bern kanton forlængede løbende vejen fra 1950 og byggeriet sluttede på den Bernske side i 1972. Kanton Valais begyndte ikke at udvide vejen indtil 1975. Endelig konstruktion på begge sider sluttede i 1986.